# Cybaeus daimonji
Espèce
Cybaeus daimonji est une espèce d'araignées aranéomorphes de la famille des Cybaeidae.

## Distribution
Cette espèce est endémique de la préfecture de Kyoto au Japon. Elle se rencontre sur les monts Daimonjiyama, Uryuyama et Hiei.

## Description
Le mâle holotype mesure 6,27 mm et la femelle paratype mesure 6,02 mm.

## Étymologie
Son nom d'espèce lui a été donné en référence au lieu de sa découverte, le mont Daimonjiyama.

## Publication originale
- Matsuda, Ihara & Nakano, 2020 : « Description of a new species of Cybaeus (Araneae: Cybaeidae) from central Honshu, Japan. » Species Diversity, vol. 25, no 2, p. 145-152 (texte intégral).